# Мидзуно, Тосиката

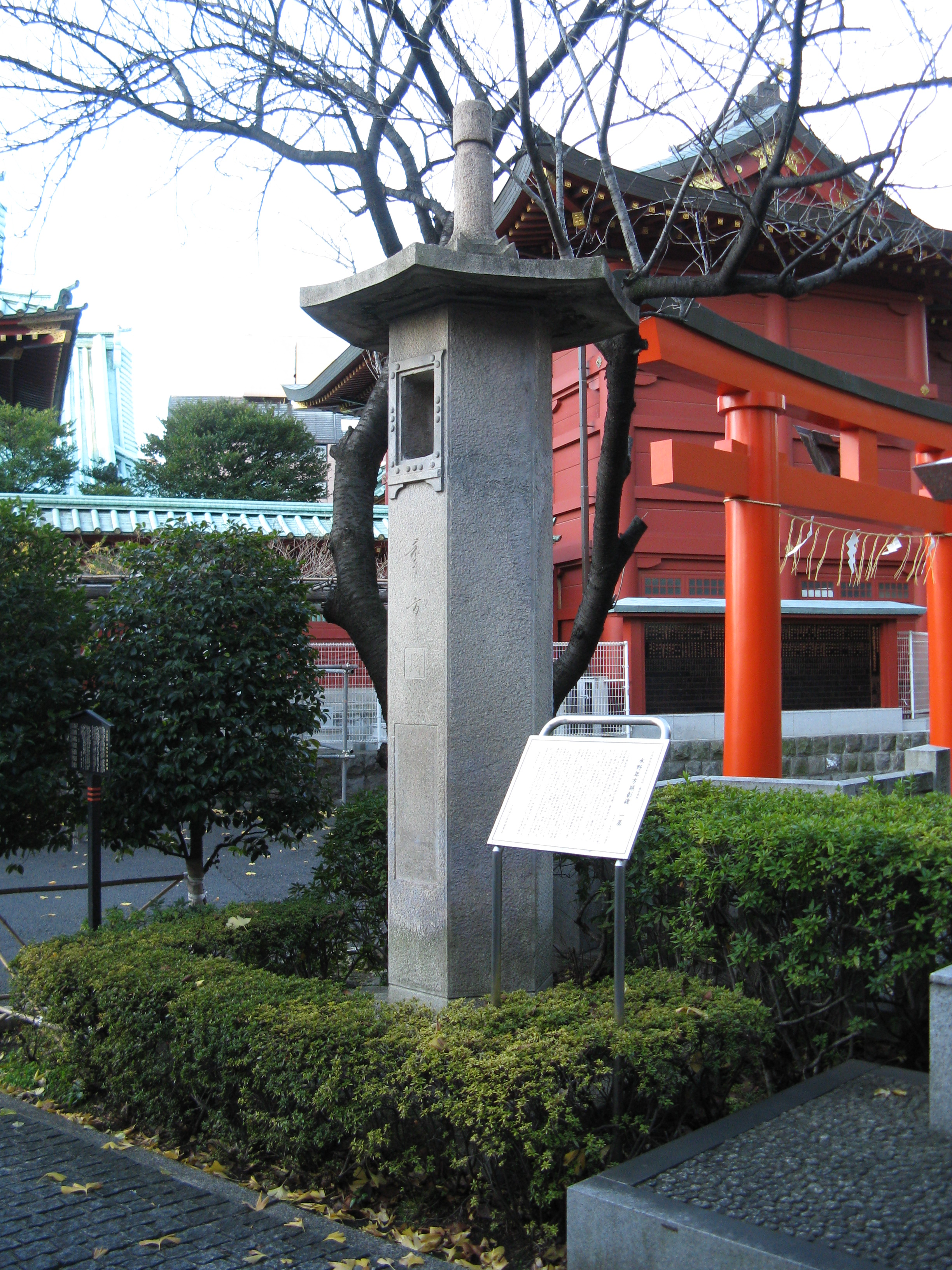
Мемориальная стела в Канда Мёдзин.

Мидзуно Тосиката (японский 水野 年方 ; настоящее имя: Кумедзиро (粂次郎); 6 марта 1866 в Токио — 7 апреля 1908) — японский художник-гравёр и преподаватель искусства гравюры в период Мэйдзи.

## Биография
Тосиката начал обучение цветной гравюре у Цукиока Ёситоси в возрасте 14 лет, из имени которого они заимствовал один иероглиф своего псевдонима. Вместе с Ватанабе Сётэем (渡辺省亭 ; 1852—1918) он изучал классическую живопись в жанре «цветы и птицы».
Создавал картины в стиле позднего укиё-э, а также небольшие рисунки (口絵, kuchi-e) для газет и журналов, таких как «Ямато-Симбун», «Bunshō Sekai». Также создавал малоформатные копии известных гравюр для публикации в печатных изданиях — таких, как «Погребенное дерево» (うもれ木, Умореки) Хашигучи Гойо.
Во время китайско-японской войны с 1894 по 1895 год Тосиката создал серию триптихов с батальными сценами. Был членом «Японской художественной ассоциации» (日本美術協会, Nihon bijutsu kyōkai), «Ассоциации молодых художников» (青年絵画協会 ; Его кайга kyōkai), членом жюри «Nihongakai» (日本画会) в 1898 году, и в том же году поддержал создание «Нихон Бидзюцуин».
Среди его самых известных картин — «Сато Таданобу является ко двору» (佐藤忠信参館図, Сато Таданобу Санкан-дзу) и портрет дворянки Кото-но Наиси (勾当内侍) периода Северного и Южного дворов 14 века. Также создавал жанровые картины и изображения красавиц.
Среди его учеников были Кабураги Киёката, Хирано Хакухо (1879—1957), Икеда Сёэн (1883—1921) и другие. Умер в возрасте 43 лет, вероятно, из-за переутомления, и был похоронен на кладбище Янака

## Гравюры

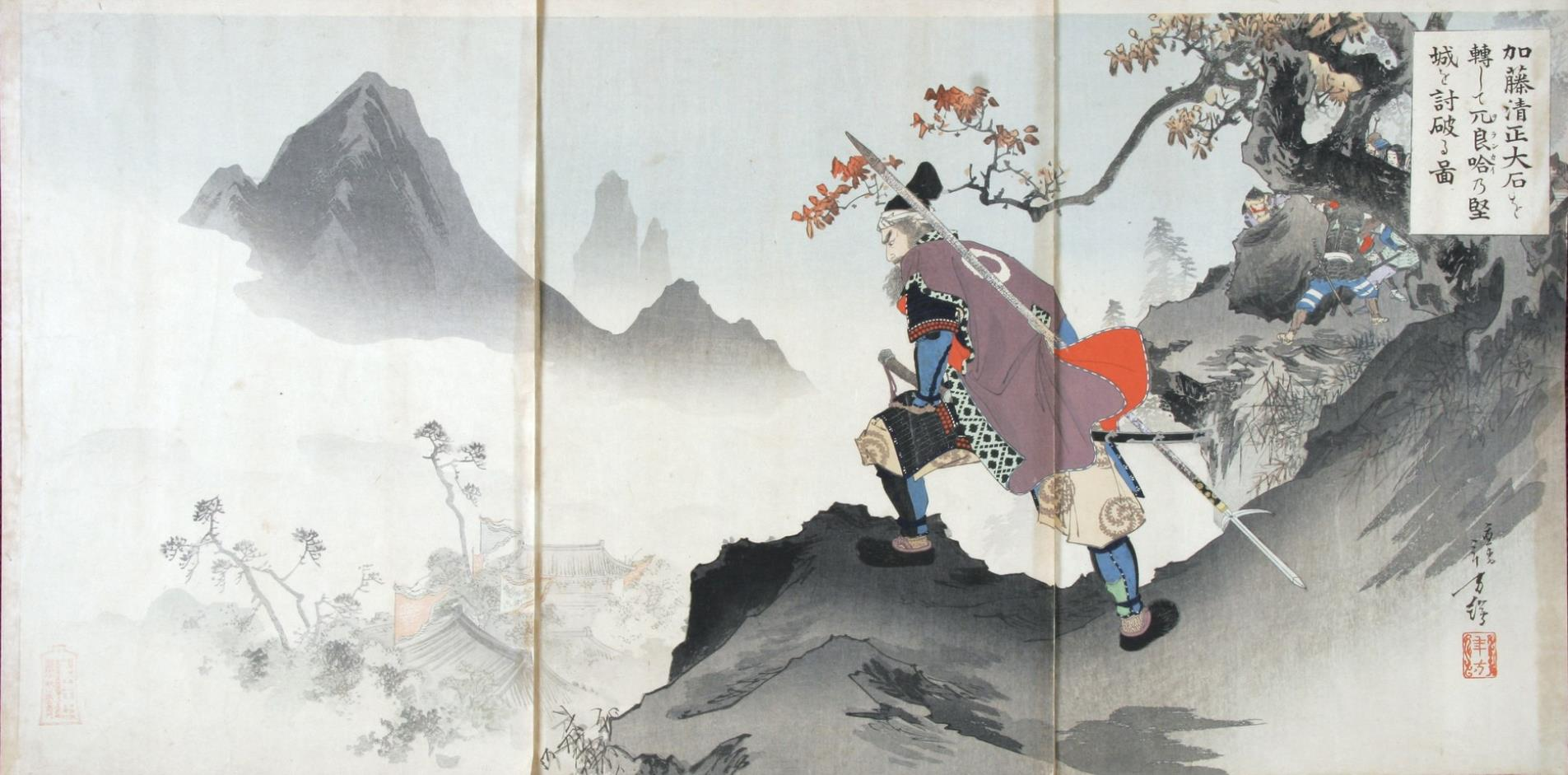
Като Киёмаса, 1894
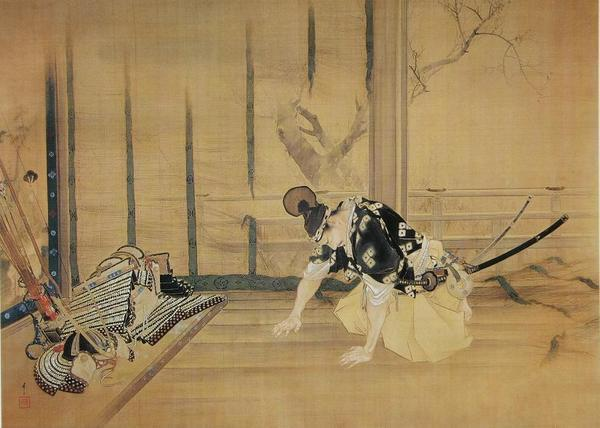
Сато Таданобу
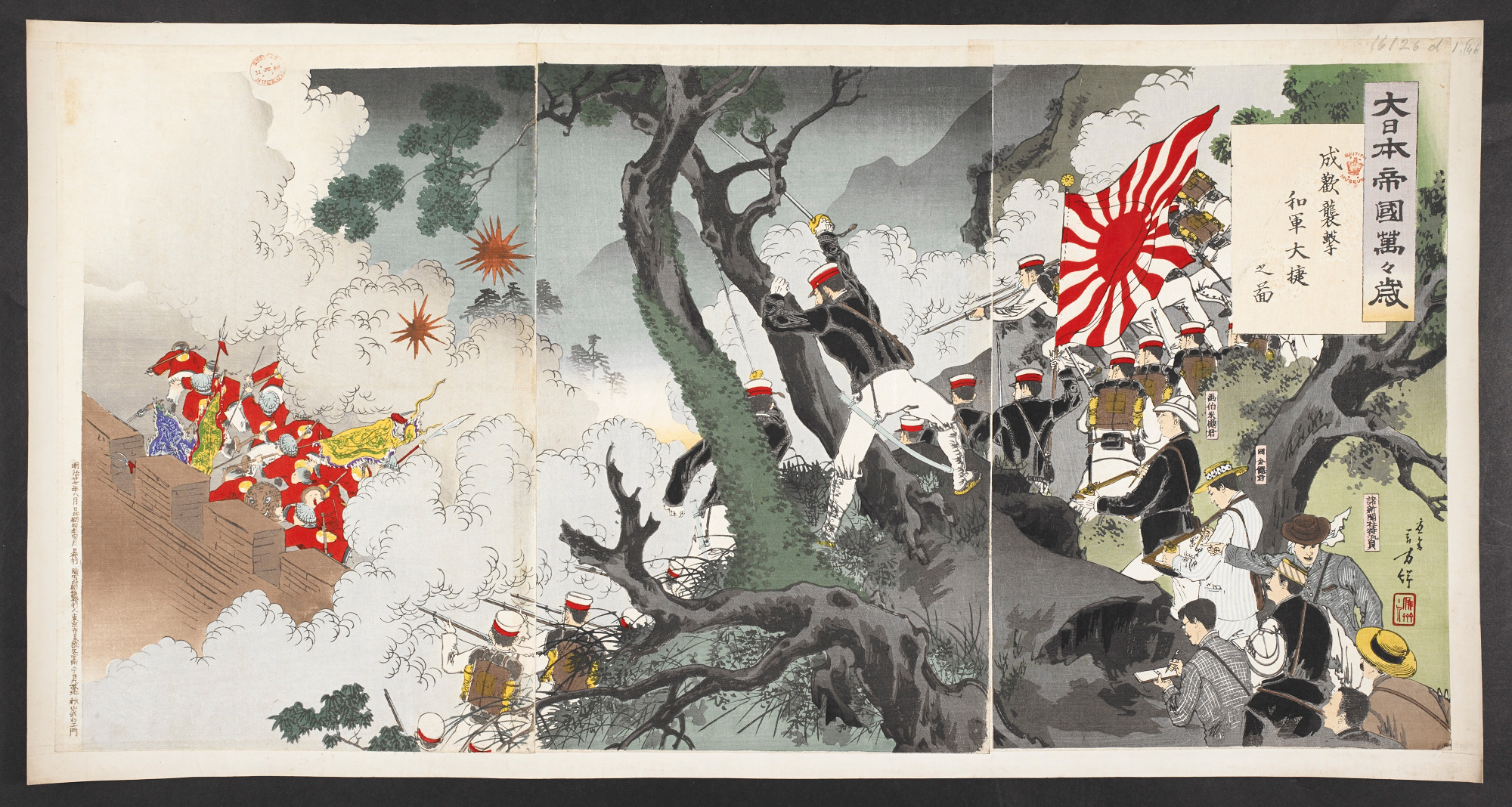
Победа японцев в Сонхване (Корея)
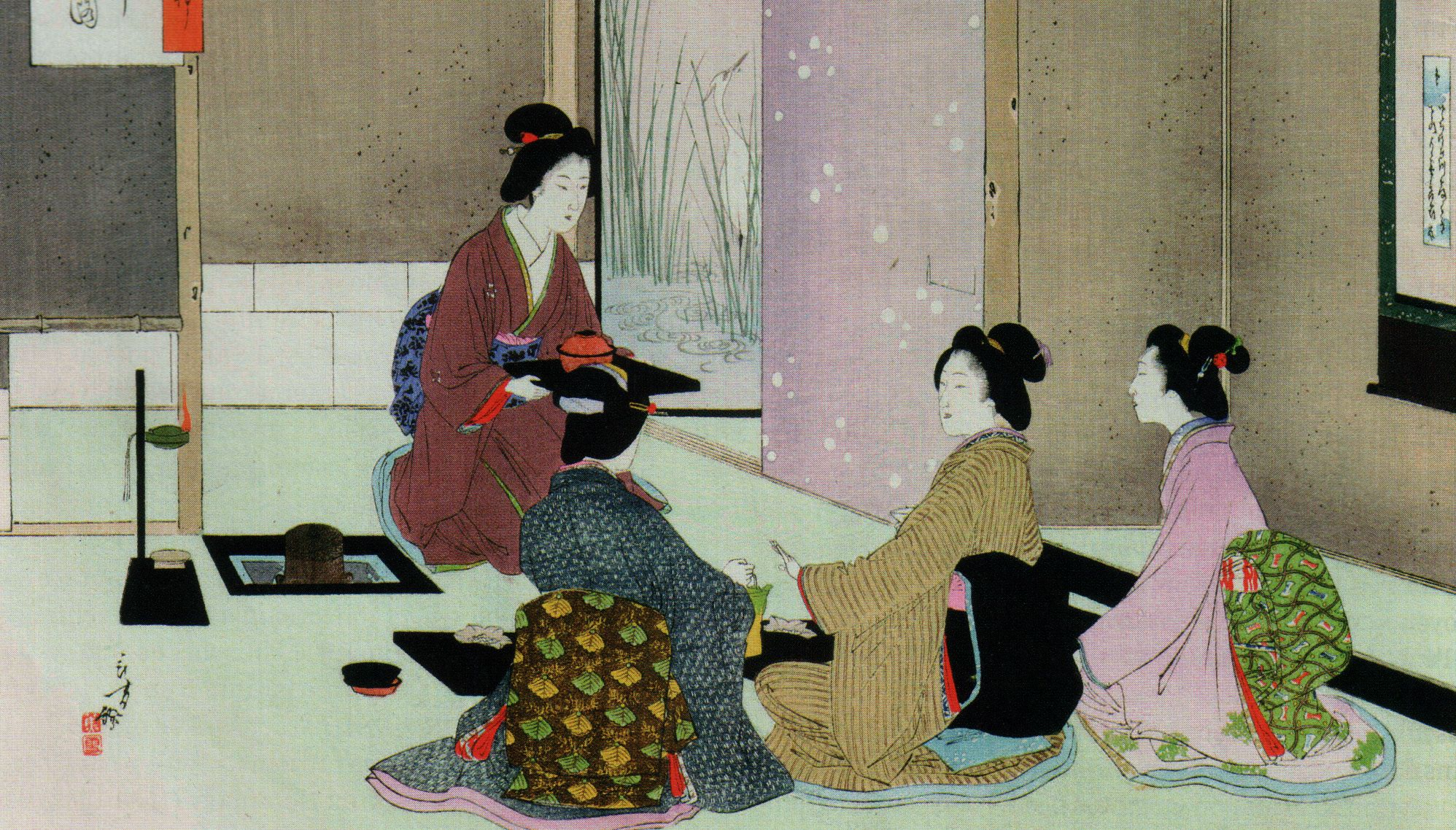
Чайная церемония